# Sh2-120
Sh2-120 è una nebulosa a emissione visibile nella costellazione del Cigno.
Si individua nella parte settentrionale della costellazione, circa 6° a nordovest della brillante stella Deneb; il periodo più indicato per la sua osservazione nel cielo serale ricade fra i mesi di luglio e dicembre e, a causa della sua declinazione fortemente settentrionale, è notevolmente facilitata per osservatori posti nelle regioni dell'emisfero boreale terrestre.
Si presenta come una piccola nube dalla forma circolare del diametro di appena un primo d'arco, situata in una regione galattica parzialmente oscurata da densi banchi di polveri situati in primo piano rispetto alla nube stessa, come LDN 988; si tratta di un oggetto poco studiato la cui distanza è stata stimata attorno ai 6300 parsec (20500 anni luce) dal sistema solare, in una regione remota sul bordo esterno del Braccio di Perseo. Uno studio del 1978 indica per questa e per la vicina Sh2-121 una distanza approssimativa di almeno 7500 parsec, affermando esplicitamente che, assieme a Sh2-127 e Sh2-128, farebbero parte di una struttura galattica esterna rispetto al Braccio di Perseo. Il catalogo Avedisova la inserisce in una regione di formazione stellare assieme alla sorgente di radiazione infrarossa IRAS 21020+4939 e ad alcune sorgenti di onde radio.